# Aquapark Olomouc
Aquapark Olomouc je první adrenalinový akvapark na Moravě. Byl otevřen 1. června 2009 a jeho provozovatelem je město Olomouc.

## Poloha
Areál na ploše přibližně dvou hektarů je situován v lokalitě Pod Vlachovým nedaleko výpadovky na Brno.

## Vybavení a atrakce
Celý areál je rozdělen na venkovní a vnitřní část, které dohromady čítají 1 150 m² vodní plochy. V areálu se nachází občerstvení, atrakce pro nejmenší a restaurace. Teplota vody se pohybuje v rozmezí 28 – 36 °C. V areálu je možno využívat bezhotovostních plateb pomocí speciálních „čipových hodinek“, kterými se platí i vstupné.

### Vnitřní
- proudový kanál
- adrenalinový obří vodní trychtýř „spacebowl“ (první svého druhu na Moravě) – od 12 let
- jízdu na nafukovacích duších tobogánem (8. nejdelší v ČR, délka 123 m) se speciálním efektem denního světla a tzv. „streepefektem“ (vizuální efekty, které vytvářejí denní světlo při průjezdu atrakcí) – od 10 let
- vodní hřib
- bazénová okna
- široká skluzavka
- vodní děla
- vlastní vířivka
- vířivé vany
- chrliče a masážní lavice
- dětský bazén s vodopádem, skluzavkou, lmalým chrličem a tryskami
- whirlpooly
- parní a suchá prohřívárna, tzv. tepidarium, forma římské lázně s teplotou 30–40 °C
- finská sauna

### Venkovní
V létě jsou provozovány dva venkovní bazény,z toho jeden dětský. Dominantou venkovního bazénu je tobogán dlouhý 115 metrů. U bazénů se nachází hřiště pro beachvolejbal, lanové atrakce a jungleland pro děti. Celý areál je bezbariérový.

### Další bazény
Kromě olomouckého aquaparku se ve městě nachází také olomoucký Plavecký stadion a k roku 2025 bylo v plánu vedle olomouckého aquaparku vybudovat další krytý bazén.